# Nixon (Nevada)
Pour les articles homonymes, voir Nixon.
Nixon est une census-designated place (CDP) américaine située dans le comté de Washoe, dans l'État du Nevada. En 2010, elle compte 374 habitants.
Nixon est le siège du gouvernement tribal des Païutes de la réserve indienne de Pyramid Lake et abrite le musée ainsi que le centre d'accueil touristique de la tribu.

## Toponymie
Nixon est nommée d'après le politicien républicain George Stuart Nixon (en), représentant du Nevada au Sénat des États-Unis de 1905 à 1912.

## Géographie
D'après le Bureau du recensement des États-Unis, le territoire de la CDP s'étend sur 16,4 km2 et est intégralement constitué de terre. La CDP se trouve à une altitude de 1 193 mètres.
Nixon est située à l'écart de l'Interstate 80 (en), dans la partie sud-est de la région métropolitaine de Reno–Sparks (en). Le Pyramid Lake se trouve au nord-ouest de la CDP.